# Rosa × noisettiana
Rosa × noisettiana Thory è una pianta appartenente alla famiglia delle Rosacee.
È un ibrido artificiale ottenuto dall'incrocio R. chinensis × R. moschata. 

## Descrizione

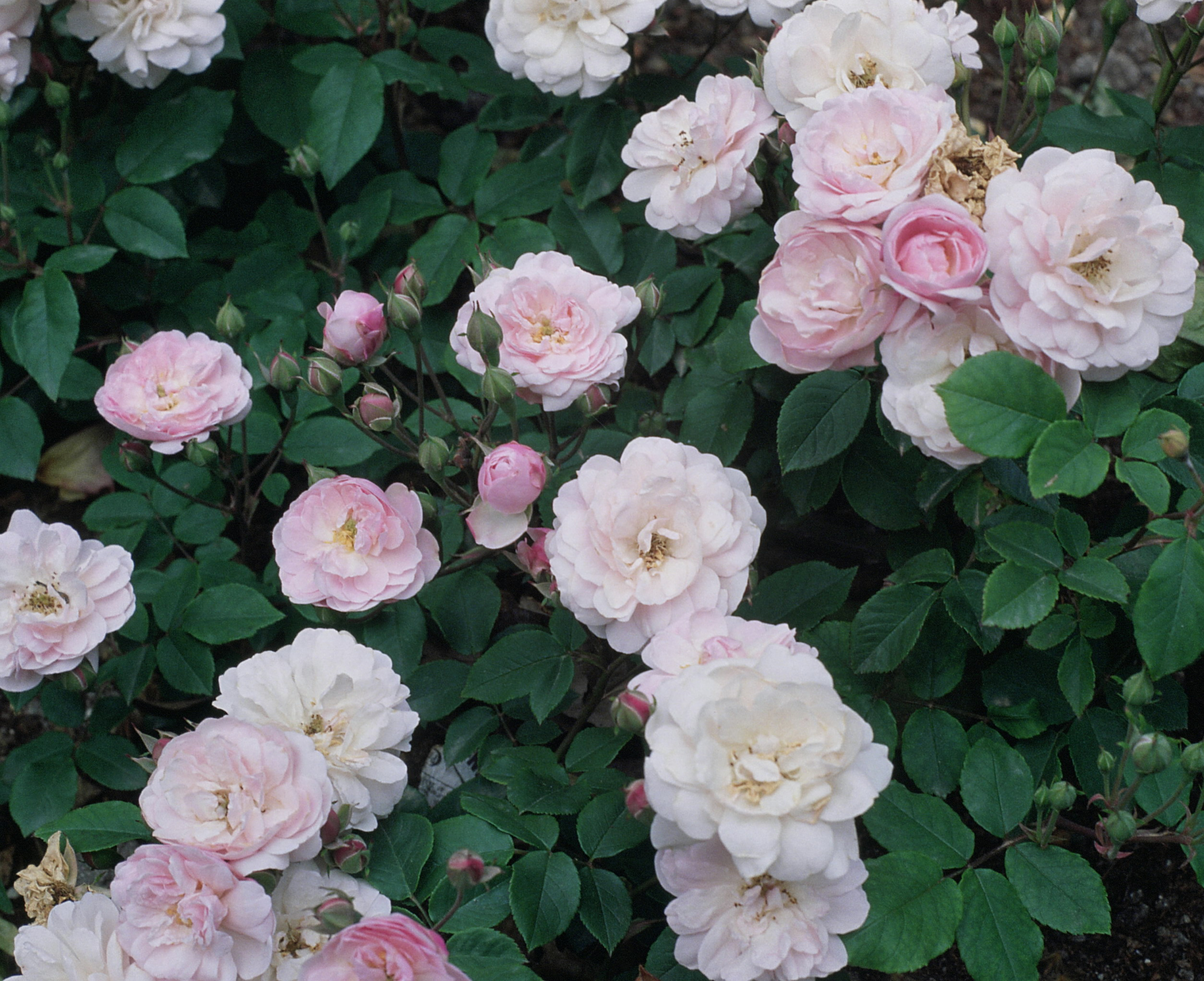

La pianta si presenta in cespugli ampi, dalla forma tondeggiante ed alti fra 0,5 e 1,5 metri.
Il fusto è sottile, scuro, con spine (purpuree) spesse e generalmente punteggiate di nero.
Le foglie sono sottili e dentellate, dalla forma piuttosto allungata; i fiori si presentano bianchi, larghi e tondeggianti; i petali ombreggiati verso la base. 

## Distribuzione e habitat
È diffusa nelle praterie e sui rilievi del Sud Carolina.